# Isla Feia
Isla Feia (en portugués: Ilha Feia, literalmente Isla Fea) es una isla brasileña que está cerca de la playa del Quilombo (Praia do Quilombo), el municipio de Penha, en el estado de Santa Catarina.
Se trata de una isla costera con vegetación típica de la costa brasileña, representada por el área de dominio de la Mata Atlántica, que es objeto de las políticas de conservación a nivel nacional y global.
Debido a que es un ecosistema con un acceso relativamente difícil (a unos 3 km de la costa con dificultad para el aterrizaje), la isla mantiene un estado considerable en términos de la importancia que se da a su conservación.